# Prosoplus tenimberensis
Prosoplus tenimberensis là một loài bọ cánh cứng trong họ Cerambycidae.